# Sant'Ippolito
Sant'Ippolito là một đô thị ở tỉnh Pesaro và Urbino trong vùng Marche, nằm cách 50 km về phía tây của Ancona và khoảng 25 km về phía nam của Pesaro. Tại thời điểm ngày 31 tháng 12 năm 2004, đô thị này có dân số 1.588 và diện tích là 19,8 km².
Sant'Ippolito giáp các đô thị sau: Barchi, Fossombrone, Fratte Rosa, Montefelcino, Orciano di Pesaro, Serrungarina.